# Gêmulas
Gêmulas é a reprodução assexuada em poríferos.
As gêmulas são a parte do embrião da semente que dará origem às folhas de uma nova planta.